# Villa Finckenstein

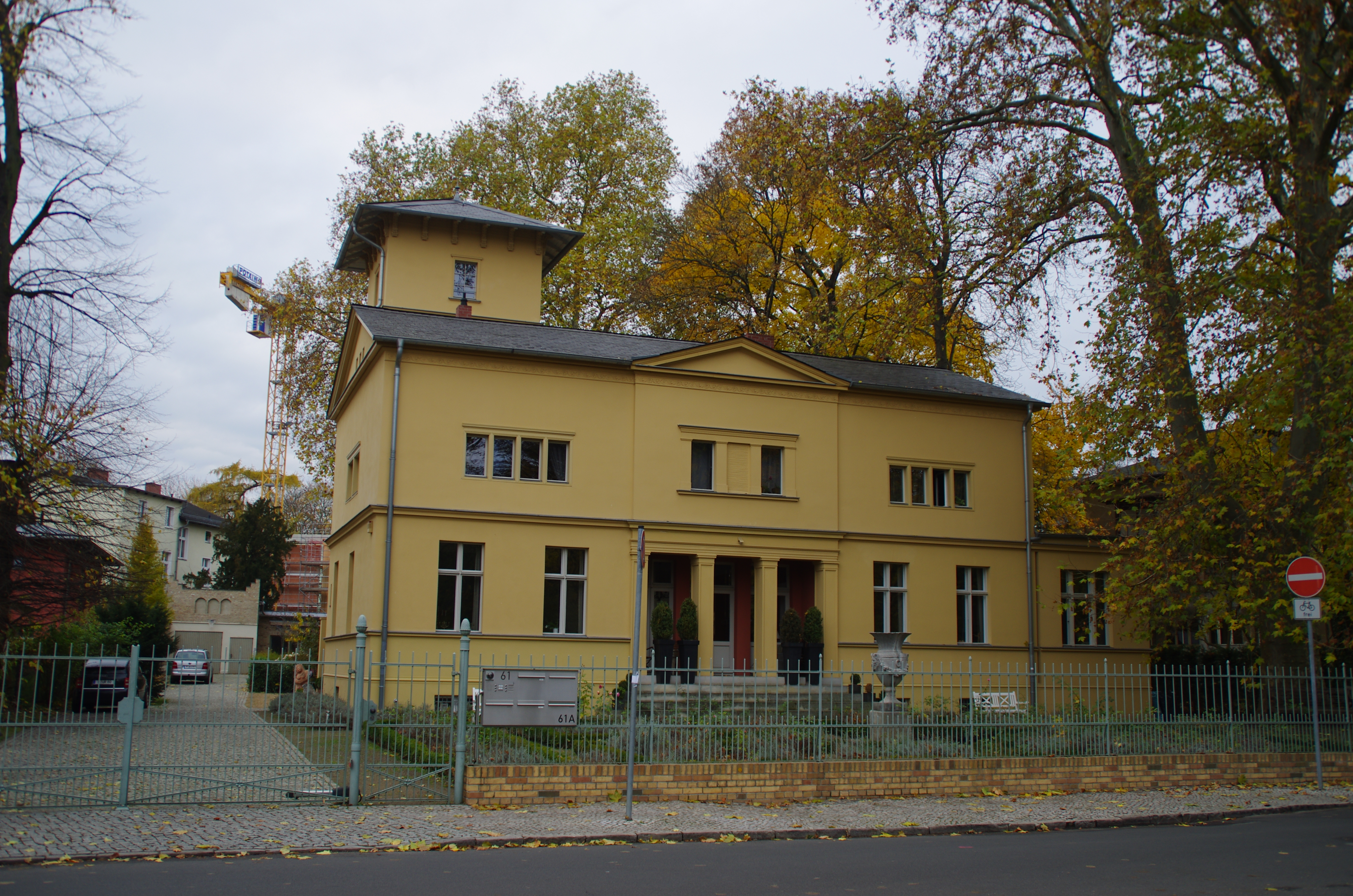
Villa Finckenstein, Große Weinmeisterstraße 61

Die Villa Finckenstein ist ein denkmalgeschütztes Wohngebäude im Potsdamer Stadtteil Nauener Vorstadt, Große Weinmeisterstraße 61.

## Geschichte
Das heutige Aussehen der Villa entstand durch den Um- und Ausbau eines vorhandenen Wohnhauses, das durch eine Karte von 1848 belegt ist und wahrscheinlich schon der Familie Finck von Finckenstein gehörte. Im Auftrag des Majors im 1. Garde-Regiment zu Fuß „Herrn Graf Finck von Finckenstein“ stellte Hofbau- und Hofmaurermeister Ernst Petzholtz 1868 ein Baugenehmigungsgesuch für die Aufstockung des Hauses und den Anbau eines Turms.
Im Potsdamer Adressbuch für 1879 ist Oberstleutnant z. D. Conrad Finck von Finckenstein (1820–1884) als Eigentümer verzeichnet. Im Auftrag von dessen Witwe Mathilde Finck von Finckenstein, geborene von Wartensleben (1835–1918), stellte der Berliner Architekt Friedrich Gericke 1894 ein Baugenehmigungsgesuch für ein Stallgebäude. 1905 führte Maurermeister Wilhelm Berend (1851–1931) für deren Sohn Conrad Finck von Finckenstein (1862–1939) einen Anbau auf der Nordseite des Hauses aus und 1911 für „Gräfin von Finckenstein“ einen Pferdestall und eine Remise.
Das Anwesen war vermutlich bis in die 1910er Jahre Eigentum der Familie. Laut Potsdamer Adressbuch gehörte es 1912 dem persönlichen Adjutanten des Kronprinzen Wilhelm, Hauptmann Max Edler von der Planitz und laut Adressbücher für 1914 und 1917 wieder der Familie Finck von Finckenstein. Der bereits 1917 als Mieter im Haus wohnende Rittmeister Wilhelm zu Solms-Sonnenwalde ist 1919 Eigentümer und spätestens 1922 Major a. D. Julius von und zu Egloffstein (1885–1946). Egloffstein hatte ebenfalls Wohnraum vermietet und einen Antrag zum Abriss der Remise sowie einer Waschküche gestellt.
Das Anwesen gehörte 1949 der Garantie- und Kreditbank AG und wurde seit 1950 „von den Sowjets benutzt“. Nach der Wende ging die Villa wieder in Privateigentum.

## Architektur
Der siebenachsige, traufständige Vorgängerbau war eineinhalbgeschossig mit Satteldach. Von einer Loggia führte eine vorgelagerte Freitreppe in den Vorgarten. Die Loggia flankierten je zwei hochrechteckige Fenster. Die Räume des Halbgeschosses belichteten drei vierteilige Fensterbänder. 
Das Halbgeschoss wurde 1868/69 zum Vollgeschoss ausgebaut, straßenseitig durch einen flachen Mittelrisalit mit Dreiecksgiebel gegliedert und das mittlere Fensterband auf zwei Öffnungen mit Blindfenster reduziert. Der Turmanbau an der Südwestecke nahm die ursprünglich im Haus liegende Treppe und den Eingangsbereich auf. Unter dem vorkragenden Zeltdach ist anstatt eines offenen Belvederes ein Turmzimmer zur Wohnnutzung ausgebildet worden. „Mit der 1869 errichteten Villa Finckenstein […] ist – zeitgleich mit der Villa Henckel auf dem Pfingstberg – die erste Turmvilla nach Friedrich Wilhelm IV. in der Ebene der Vorstädte durch den Umbau eines freistehenden Wohnhauses entstanden.“